# Скикда
Ски́кда (араб. سكيكدة‎, бывший Филипвиль) — город на северо-востоке Алжира, административный центр одноимённых вилайета и округа. Население по данным на 2008 год составляет 163 618 человек.

## История

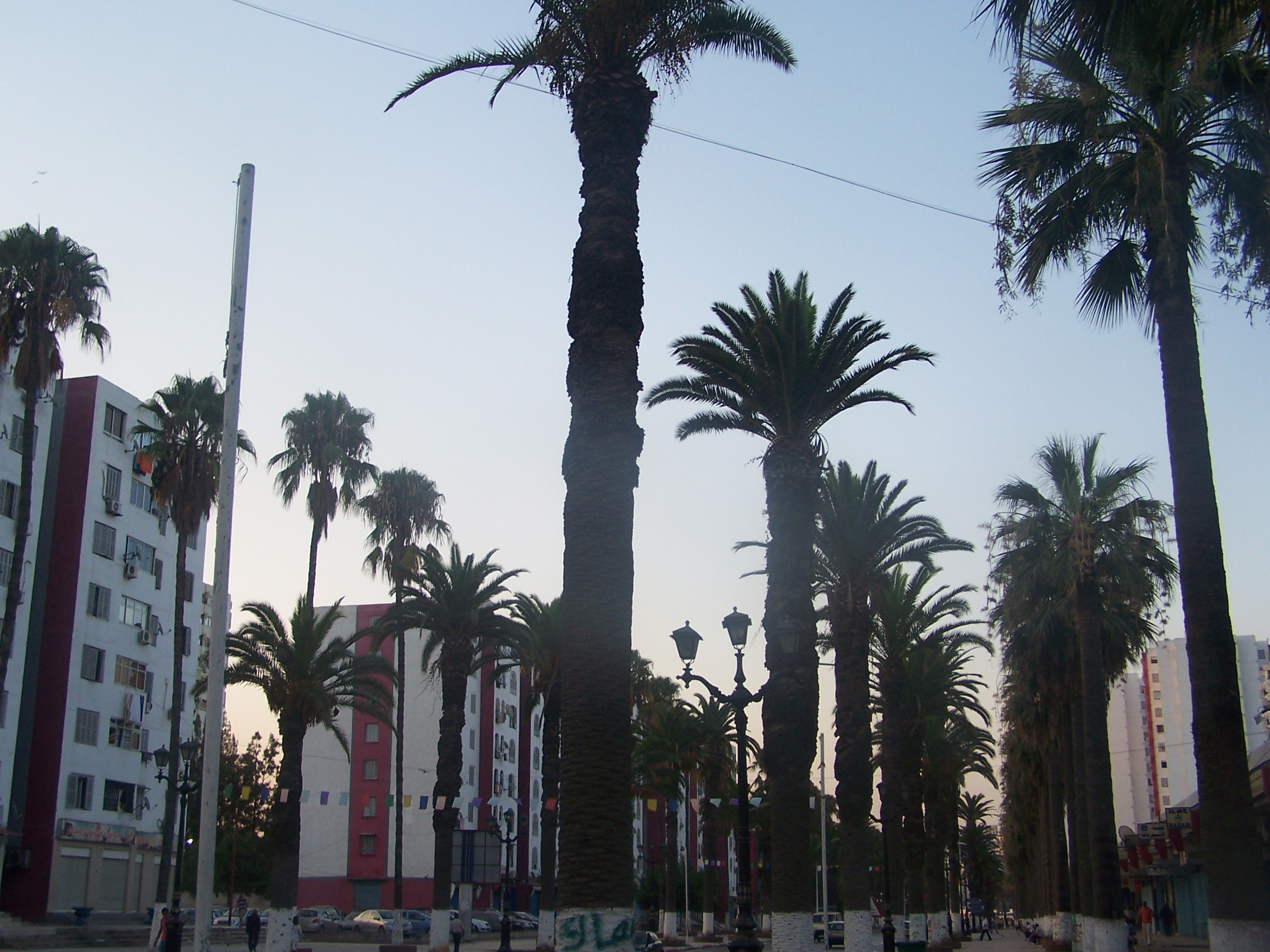
Центр города.

На территории современной Скикды в период римского владычества существовал город Русикаде (лат. Rusicade). Он был разрушен вандалами в V веке.
Сам город Скикда был основан в 1838 году по приказу французского маршала графа Сильвена Шарля Вале. Также была построена искусственная гавань. Город получил название Филипвиль (фр. Philippeville).
10 октября 1883 года Скикда была сильно разрушена землетрясением.
20 августа 1955 года, во время Гражданской войны в Алжире, Филипвиль подвергся нападению со стороны повстанцев. Последние учинили жестокую расправу над местным населением, не щадя ни женщин, ни детей. Спустя несколько часов нападение было отбито подоспевшими частями французской армии.
С 1962 года Скикда — в составе независимого Алжира. В 1970 году в город был проведён газопровод с месторождения Хасси Р’мейль.

## География
Скикда расположена на берегу Средиземного моря, примерно в 345 км к востоку от столицы страны, города Алжир. Рельеф в районе города — гористый.

## Экономика и транспорт
Основной доход городской бюджет получает от проходящего через местный морской порт экспорта сжиженного природного газа, очищенной нефти и нефтепродуктов. Природный газ поступает в город через упомянутый выше газопровод с месторождения Хасси Р'мейль. Также доходными статьями городской экономики являются торговля выловленной в местных водах рыбой, сельскохозяйственной продукцией, производство железа и изделий из алюминия. Ещё Скикда — важный транспортный (авто- и железнодорожный) узел, расположенный недалеко от крупных промышленных центров страны — Константины (90 км) и Аннабы (110 км). Через город проходит шоссе № 3 и несколько дорог местного значения.